# Branewka
Branewka (prononciation : [braˈnɛfka]) est un village polonais de la gmina de Dzwola dans le powiat de Janów Lubelski de la voïvodie de Lublin dans l'est de la Pologne.
Il se situe à environ 3 kilomètres au nord-ouest de Dzwola (siège de la gmina), 10 kilomètres à l'est de Janów Lubelski (siège du powiat) et 59 kilomètres au sud de Lublin (capitale de la voïvodie).

## Histoire
De 1975 à 1998, le village est attaché administrativement à la voïvodie de Tarnobrzeg.

Depuis 1999, il fait partie de la voïvodie de Lublin.